# ملامحمد ساروی
محمد فتح اللّه بن محمدتقی ساروی نویسنده قرن سیزدهم هجری، در عصر قاجاریه، بود. وی در دستگاه آقامحمدخان قاجار و فتحعلی‌شاهسِمَت منشی‌گری داشت و تاریخ محمدی را در خصوص شرح قدرت یافتن قاجار نگاشت که معتبرترین کتاب در مورد آقا محمد خان قاجار است. ساروی در دوره آقامحمدخان منصب ملاباشی‌گری داشت و در تمام جنگ‌ها و سفرها شاه را همراهی می‌کرد و از نزدیکان او بود. او از شاگردان میرزا مهدی استرآبادی است.